# Natação nos Jogos Europeus de 2015 - 200 m costas feminino
A competição dos 200 metros costas feminino foi um dos eventos da natação nos Jogos Europeus de 2015, em Baku, no Azerbaijão. Foi disputada no Centro Aquático de Baku nos dias 23 e 24 de junho.

## Calendário
Horário de verão do Azerbaijão (UTC+5).
| Data        | Horário | Fase         |
| ----------- | ------- | ------------ |
| 23 de junho | 11:35   | Eliminatória |
| 23 de junho | 18:53   | Semifinal    |
| 24 de junho | 18:41   | Final        |

## Medalhistas
| Ouro   | RUS Polina Egorova     |
| Prata  | GER Maxine Wolters     |
| Bronze | UKR Maryna Kolesnykova |

## Recordes
Antes desta competição, os recordes mundiais e dos jogos europeus dessa prova eram os seguintes:
| Tipo                       | Atleta             | Tempo   | Local   | Data                |
| -------------------------- | ------------------ | ------- | ------- | ------------------- |
|                            | USA Missy Franklin | 2m04s06 | Londres | 3 de agosto de 2012 |
| Recorde dos Jogos Europeus | Não estabelecido   | –       |         |                     |

Os seguintes recordes mundiais ou dos jogos europeus foram estabelecidos durante esta competição:
| Data        | Evento | Nome           | Nacionalidade | Tempo   | Notas                      |
| ----------- | ------ | -------------- | ------------- | ------- | -------------------------- |
| 24 de junho | Final  | Polina Egorova | Rússia        | 2:11.23 | Recorde dos Jogos Europeus |

## Resultados

### Eliminatórias
A eliminatória foi realizada no dia 23 de junho. 
| Pos. | Bateria | Raia | Nadadora                 | Nacionalidade            | Tempo   | Notas |
| ---- | ------- | ---- | ------------------------ | ------------------------ | ------- | ----- |
| 1    | 3       | 5    | Maxine Wolters           | GER Alemanha             | 2:11.93 | Q,    |
| 2    | 3       | 4    | Polina Egorova           | RUS Rússia               | 2:13.83 | Q     |
| 3    | 2       | 4    | Martina Rossi            | ITA Itália               | 2:14.84 | Q     |
| 4    | 4       | 4    | Giulia Ramatelli         | ITA Itália               | 2:15.82 | Q     |
| 5    | 2       | 5    | Maryna Kolesnykova       | UKR Ucrânia              | 2:16.51 | Q     |
| 6    | 4       | 3    | Dalma Matyasovszky       | HUN Hungria              | 2:16.73 | Q     |
| 7    | 3       | 6    | Dorottya Dobos           | HUN Hungria              | 2:18.03 | Q     |
| 8    | 2       | 6    | Gabriela Bernat          | POL Polônia              | 2:18.59 | Q     |
| 9    | 4       | 6    | Ioanna Sacha             | GRE Grécia               | 2:18.66 | Q     |
| 10   | 4       | 5    | Rebecca Sherwin          | GBR Grã-Bretanha         | 2:18.86 | Q     |
| 11   | 4       | 7    | Sara Rashid Taghipour    | AUT Áustria              | 2:18.95 | Q     |
| 12   | 3       | 3    | Iris Tjonk               | NED Países Baixos        | 2:19.34 | Q     |
| 13   | 2       | 1    | Hanna Rosvall            | SWE Suécia               | 2:19.41 | Q     |
| 14   | 3       | 2    | Jana Augenstein          | GER Alemanha             | 2:19.82 | Q     |
| 15   | 2       | 3    | Marieke Tienstra         | NED Países Baixos        | 2:19.84 | Q     |
| 16   | 4       | 8    | Eline van den Bossche    | LUX Luxemburgo           | 2:19.97 | Q     |
| 17   | 3       | 7    | Julia Gus                | POL Polônia              | 2:19.99 |       |
| 18   | 2       | 7    | Gaja Kristan             | SLO Eslovênia            | 2:20.08 |       |
| 19   | 3       | 8    | Jasmijn Boon             | NED Países Baixos        | 2:20.91 |       |
| 20   | 4       | 0    | Margaryta Bokan          | UKR Ucrânia              | 2:21.31 |       |
| 21   | 2       | 2    | Danielle Hill            | IRL Irlanda              | 2:21.41 |       |
| 22   | 2       | 7    | Boyana Tomova            | BUL Bulgária             | 2:21.87 |       |
| 23   | 2       | 8    | Victoria Bierre          | DEN Dinamarca            | 2:24.05 |       |
| 24   | 2       | 9    | Vladyslava Maznytska     | UKR Ucrânia              | 2:24.14 |       |
| 25   | 3       | 1    | Darya Douhal             | BLR Bielorrússia         | 2:24.17 |       |
| 26   | 3       | 0    | Melek Ayarci             | FIN Finlândia            | 2:24.28 |       |
| 27   | 3       | 9    | Signhild Joensen         | FRO Ilhas Faroé          | 2:25.14 |       |
| 28   | 1       | 4    | Maria Bjarnastein Antoft | FRO Ilhas Faroé          | 2:26.54 |       |
| 29   | 2       | 0    | Michaela Trnková         | CZE Chéquia              | 2:26.56 |       |
| 30   | 4       | 9    | Arina Baikova            | LAT Letônia              | 2:28.08 |       |
| 31   | 4       | 2    | Ava Schollmayer          | SLO Eslovênia            | 2:28.16 |       |
| 32   | 1       | 6    | Lamija Medošević         | BIH Bósnia e Herzegovina | 2:29.59 |       |
| 33   | 1       | 3    | Yuliya Stisyuk           | AZE Azerbaijão           | 2:30.06 |       |
| 34   | 1       | 5    | Meda Kulbačiauskaitė     | LTU Lituânia             | 2:30.46 |       |

### Semifinal
A semifinal foi realizada no dia 23 de junho.

#### Semifinal 1
| Pos. | Raia | Nadadora           | Nacionalidade     | Tempo   | Notas |
| ---- | ---- | ------------------ | ----------------- | ------- | ----- |
| 1    | 4    | Polina Egorova     | RUS Rússia        | 2:13.19 | Q     |
| 2    | 5    | Giulia Ramatelli   | ITA Itália        | 2:14.93 | Q     |
| 3    | 2    | Rebecca Sherwin    | GBR Grã-Bretanha  | 2:16.50 | q     |
| 4    | 3    | Dalma Matyasovszky | HUN Hungria       | 2:16.65 | q     |
| 5    | 7    | Iris Tjonk         | NED Países Baixos | 2:17.21 |       |
| 6    | 6    | Gabriela Bernat    | POL Polônia       | 2:17.47 |       |
| 7    | 1    | Hanna Rosvall      | SWE Suécia        | 2:18.35 |       |
| 8    | 1    | Jana Augenstein    | GER Alemanha      | 2:23.09 |       |

#### Semifinal 2
| Pos. | Raia | Nadadora              | Nacionalidade     | Tempo   | Notas |
| ---- | ---- | --------------------- | ----------------- | ------- | ----- |
| 1    | 5    | Martina Rossi         | ITA Itália        | 2:12.72 | Q     |
| 2    | 4    | Maxine Wolters        | GER Alemanha      | 2:13.13 | Q     |
| 3    | 3    | Maryna Kolesnykova    | UKR Ucrânia       | 2:14.20 | q     |
| 4    | 2    | Ioanna Sacha          | GRE Grécia        | 2:16.63 | q     |
| 5    | 8    | Marieke Tienstra      | NED Países Baixos | 2:17.41 |       |
| 6    | 7    | Sara Rashid Taghipour | AUT Áustria       | 2:18.24 |       |
| 7    | 6    | Dorottya Dobos        | HUN Hungria       | 2:18.25 |       |
| 8    | 8    | Eline van den Bossche | LUX Luxemburgo    | 2:21.22 |       |

### Final
A final foi realizada no dia 24 de junho.
| Pos.              | Raia | Nadadora           | Nacionalidade    | Tempo   | Notas                      |
| ----------------- | ---- | ------------------ | ---------------- | ------- | -------------------------- |
| Medalha de ouro   | 3    | Polina Egorova     | RUS Rússia       | 2:11.23 | Recorde dos Jogos Europeus |
| Medalha de prata  | 5    | Maxine Wolters     | GER Alemanha     | 2:11.38 |                            |
| Medalha de bronze | 6    | Maryna Kolesnykova | UKR Ucrânia      | 2:11.91 |                            |
| 4                 | 4    | Martina Rossi      | ITA Itália       | 2:13.17 |                            |
| 5                 | 2    | Giulia Ramatelli   | ITA Itália       | 2:13.55 |                            |
| 6                 | 8    | Dalma Matyasovszky | HUN Hungria      | 2:15.12 |                            |
| 7                 | 7    | Rebecca Sherwin    | GBR Grã-Bretanha | 2:17.00 |                            |
| 8                 | 1    | Ioanna Sacha       | GRE Grécia       | 2:18.75 |                            |

Legenda
| Recorde mundial            | Recorde mundial (World record)                     |                       | Recorde africano                      | Recorde africano (African) |                                           | Q | Classificado por posição (Qualified) |
| Recorde dos Jogos Europeus | Recorde dos Jogos Europeus (European Games record) | Recorde da América    | Recorde da América (Americas)         | q                          | Classificado por melhor tempo (Qualified) |   |                                      |
| Melhor marca do ano        | Melhor marca do ano (World leading)                | Recorde asiático      | Recorde asiático (Asian)              | DNS                        | Não largou (Did not start)                |   |                                      |
| Recorde nacional           | Recorde nacional (National record)                 | Recorde europeu       | Recorde europeu (European)            | DNF                        | Não terminou (Did not finish)             |   |                                      |
| Recorde pessoal            | Recorde pessoal do atleta (Personal best)          | Recorde da Oceania    | Recorde da Oceania (Oceania)          | DSQ / DQ                   | Desclassificado (Disqualified)            |   |                                      |
| Recorde da temporada       | Recorde da temporada do atleta (Season best)       | Recorde sul-americano | Recorde sul-americano (South America) | NM                         | Sem marca (No mark)                       |   |                                      |